# Machorius de Hynt
Machorius de Hynt (* im 14. Jahrhundert; † im 14. Jahrhundert) war ein römisch-katholischer Geistlicher und Domherr in Münster.

## Leben

### Herkunft und Familie
Machorius von Hynt entstammte mit hoher Wahrscheinlichkeit einer Familie, die in der Landgrafschaft Hessen unter dem Namen Hund weit verbreitet war. Die Abbildung eines gekrönten Hundes mit scharfen Zähnen in seinem Siegel unter dem Kapitelstatut spricht dafür.

### Wirken
Das Kapitelstatut von 21. September 1313 wurde von ihm nachträglich gesiegelt. Er kam wohl mit dem ebenfalls aus der Landgrafschaft Hessen stammenden Bischof Ludwig nach Münster und findet erstmals am 22. August 1360 als Domherr zu Münster urkundliche Erwähnung.
Der Bischof hatte es in seiner Regentschaft verstanden, neben Machorius einige andere Domherren auf seine Seite zu bringen, die sich ihm gegenüber verpflichtet fühlten.
Am 8. September 1361 genehmigte Bischof Adolf von der Mark auf Bitte von Hynts die Errichtung der Altarvikarie St. Catharinae.
Er war Rektor der Propsteikirche St. Remigius Borken. In dieser Funktion bat er am 26. April 1378 den Bischof Florenz von Wevelinghofen um die Beurkundung der Errichtung einer Stiftung des Altars St. Spiritus in Borken.